# Maro Reef
Maro Reef (haw. Kamokuokamohoali‘i, także Ko‘anako‘a i Nalukākala) – rafa koralowa leżąca w archipelagu Hawajów, w grupie Północno-Zachodnich Wysp Hawajskich. Administracyjnie należy do stanu Hawaje w Stanach Zjednoczonych. Jest bezludna.

## Geografia

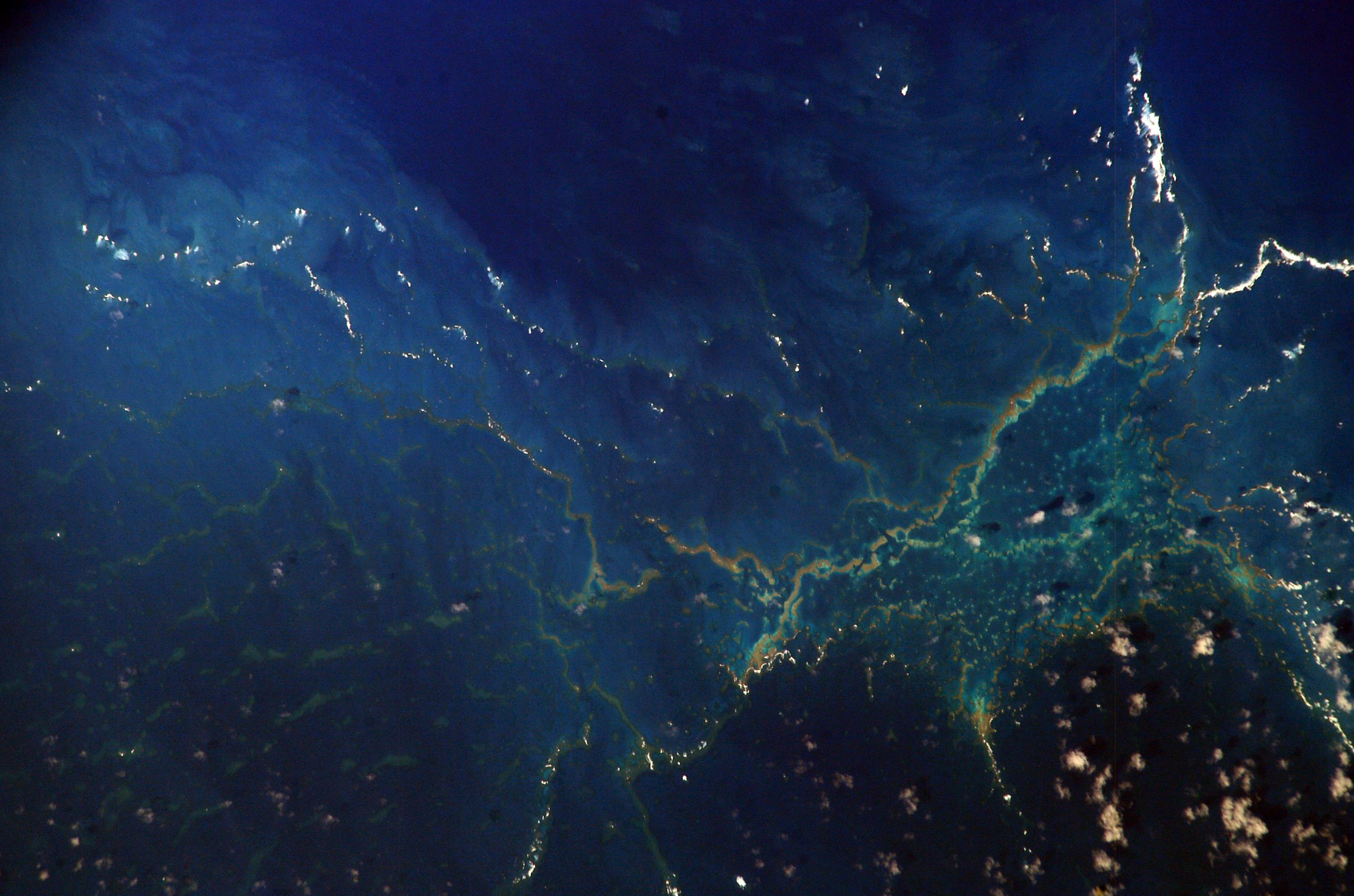
Labirynt raf widoczny z Międzynarodowej Stacji Kosmicznej

Maro Reef to atol koralowy, praktycznie w całości zanurzony, z którego mniej niż akr okresowo wynurza się ponad poziom morza podczas odpływu. Jest to największa rafa koralowa w łańcuchu Północno-Zachodnich Wysp Hawajskich, ma całkowitą powierzchnię ponad 1934 km². Obszar zajmowany przez Maro Reef ma owalny kształt o wymiarach 45×29 km, ale rafy nie tworzą typowego dla atolu pierścienia otaczającego centralną lagunę, tylko tworzą labirynt raf rozchodzących się radialnie od centrum. Rafy przyjmują tu różnorodne formy, część z nich ma strome stoki, niektóre tworzą odizolowane wzniesienia i wieżyczki, a lokalnie tworzą się płytkie laguny wypełnione koralowym piaskiem, szczególnie blisko centrum systemu raf, gdzie są one bardziej osłonięte przed falami.
Rafy koralowe narosły na szczycie dawnego wulkanu tarczowego, który wygasł i uległ erozji. Datowanie metodą potasowo-argonową pozwoliło stwierdzić, że wulkan był aktywny 19,7 miliona lat temu (miocen).

## Historia

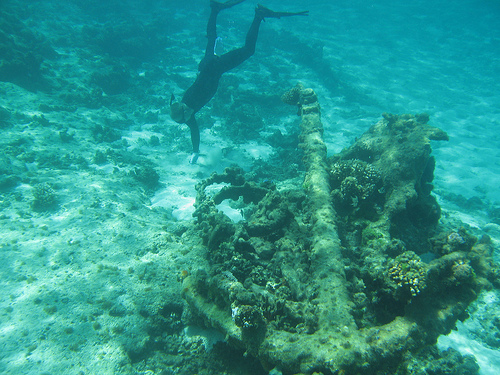
Kotwica porzucona na rafie, która stała się jej częścią

Nie ma archeologicznych świadectw bytności ludzi na Maro Reef, ale w tradycji ustnej zachowały się opowieści świadczące, że rdzenni Hawajczycy wiedzieli o istnieniu Północno-Zachodnich Wysp Hawajskich. Kulturowo były one uznawane za krainy przodków, nieprzeznaczone dla żyjących. Badacze kultury hawajskiej powiązali Maro Reef z nazwą Kamokuokamohoali‘i, oznaczającą „wyspę Kāmohoaliʻi”, boga rekinów i brata bogini Pele. Liczebność rekinów na Maro Reef jest większa niż gdziekolwiek indziej w łańcuchu Północno-Zachodnich Wysp Hawajskich. Nowoczesna hawajska nazwa Ko‘anako‘a oznacza dosłownie „siedlisko korali”, a inna nazwa Nalukākala oznacza załamujące się fale (grzywacze, jakie tworzą się na płytkich rafach.
Maro Reef odkrył dla Amerykanów Joseph Allen, kapitan statku wielorybniczego „Maro”, który dotarł tam w czerwcu 1820 roku. Marynarze ze statków, które rozbiły się na tutejszych rafach, musieli szukać sposobu dotarcia na większą wyspę Laysan, aby przetrwać. Labirynt raf jest rozległy i trudny w żegludze, co sprawia, że jest w małym stopniu skartowany i zbadany.

## Przyroda

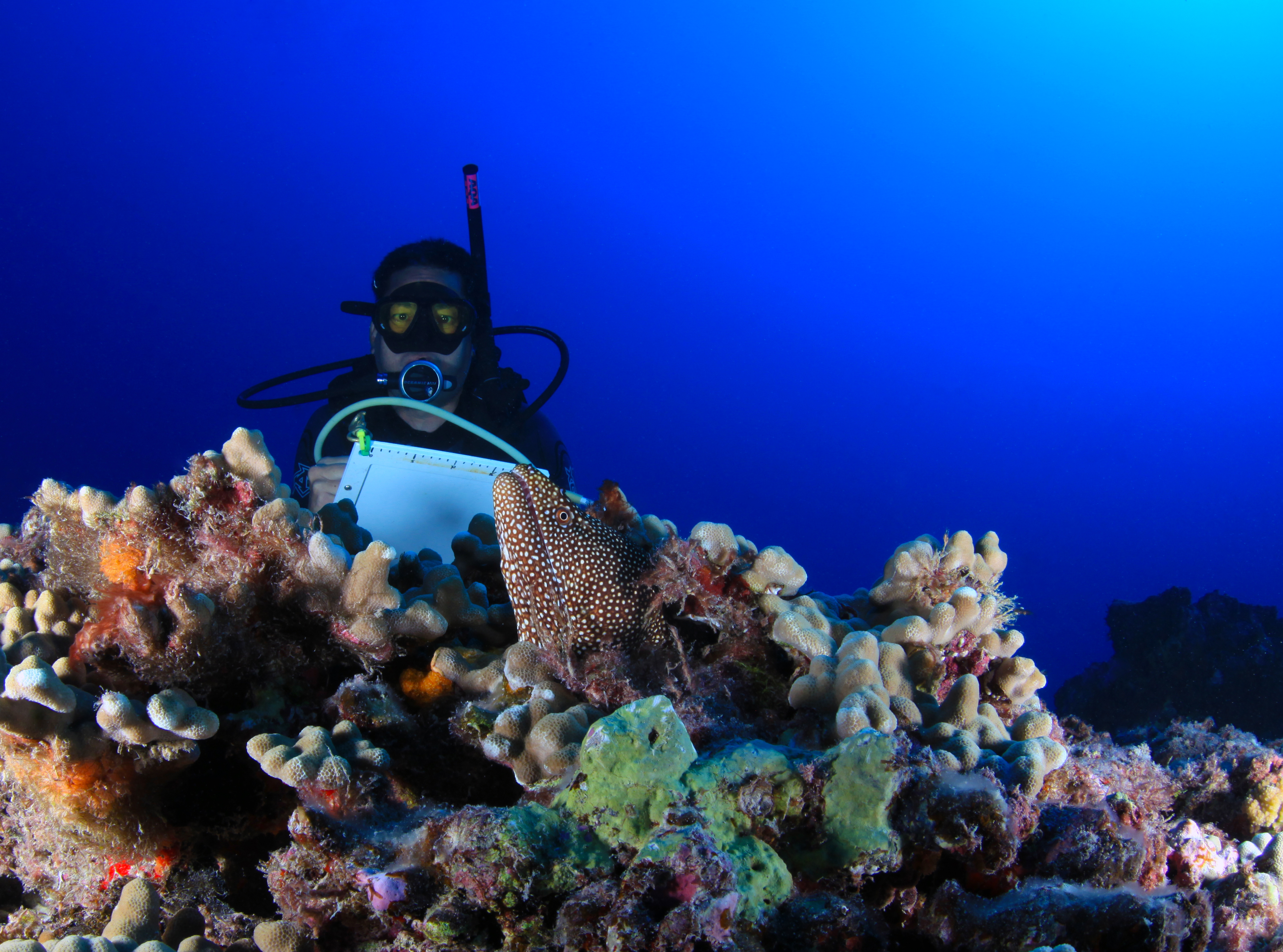
Nurek i moringa cętkowana na rafie

Maro Reef to jeden z najbogatszych płytkowodnych ekosystemów w Papahānaumokuākea Marine National Monument. Różnorodność biologiczna i liczebność koralowców jest tu większa niż w innych częściach archipelagu; udokumentowano tu 37 gatunków korali madreporowych. Na Maro Reef rosną licznie krasnorosty z rzędu Corallinales, które spajają rafy i zabezpieczają je przed zniszczeniem przez silniejsze fale. Tutejsze wody są miejscem życia 142 gatunków ryb, z czego połowa to gatunki endemiczne dla Hawajów. Na otwartych wodach występują m.in. karanks żółtopłetwy i Caranx melampygus, na rafach żarłacz gruby, żarłacz rafowy i żarłacz galapagoski.
Rafy Maro Reef są uznawane za zdrowe, ale część badaczy uważa, że są one zagrożone zatonięciem. Argumentują to tym, że rafy są wąskie, niepołączone i niechronione przed sztormami. Inni uznają, że zdrowie raf wskazuje, że cały ten złożony system znalazł równowagę z żywiołami.